# Tarifverbund Berner Oberland

Logo BeoAbo

Der Tarifverbund Berner Oberland, auch bekannt unter dem Marketingnamen BeoAbo, war ein Tarifverbund in der Schweiz. Er entstand am 10. Dezember 2006 (Fahrplanwechsel) aus den drei Tarifverbünden Thun («Stärnecharte»), Oberland Ost («Sunnecharte») und Saanenland («Carte Bleue»). Das Gebiet des Tarifverbunds umfasste das Berner Oberland und war in 60 Zonen unterteilt. Der Verbundtarif erstreckte sich nur auf Abonnemente.
Der Tarifverbund Berner Oberland wurde mit dem Fahrplanwechsel vom 15. Dezember 2019 in den Libero-Tarifverbund eingegliedert. Es können seitdem keine BeoAbos mehr gelöst werden.

## Tarifpartner
- Autoverkehr Frutigen-Adelboden (AFA)
- Autoverkehr Grindelwald (AVG)
- Bergbahn Lauterbrunnen–Mürren (BLM)
- BLS AG (ohne Schifffahrt)
- Berner Oberland-Bahnen (BOB)
- Luftseilbahn Stechelberg-Mürren-Schilthorn (LSMS)
- Bergbahnen Meiringen-Hasliberg (BMH)
- Meiringen-Innertkirchen-Bahn (MIB)
- Montreux-Berner Oberland-Bahn (MOB)
- PostAuto AG
- Schweizerische Bundesbahnen (SBB)
- Verkehrsbetriebe STI
- Thunersee-Beatenberg-Bahn (TBB)
- Freiburgische Verkehrsbetriebe AG
- Wengernalpbahn (WAB)
- Zentralbahn AG (zb)